# Noelia Sánchez
Noelia Sánchez Iglesias (Monforte de Lemos, Lugo, 15 de febrero de 1982) es una jugadora profesional de voleibol española. Actúa como cuatro atacante y también desempeña la posición de opuesta. Máxima atacante del club korbis en el 2022, con sus compañeras Alba Macia, Esther Mariño y Alicia González. Y ahora se dedica en el gran club de pádel Lemos de Monforte a ser entrenadora personal. 

## Trayectoria deportiva
Noelia Sánchez comenzó a jugar a los 12 años en el equipo escolar de «A Gándara» (Monforte de Lemos). A los 13 años formó parte del equipo cadete del A.D A Pinguela para al año siguiente ingresar en la concentración permanente en Pontevedra donde estaría durante dos años y se alzaría con el Campeonato de España Cadete.
En su vuelta a Monforte de Lemos y a la temprana edad de 16 años ya formó parte del Agrupación Deportiva A Pinguela que en aquellas fechas militaba en Superliga (División de Honor), en los inicios de esta etapa alzó dos veces el Campeonato de España Juvenil (1999 y 2000)siendo nombrada en ambas ocasiones como mejor atacante.Esta primera etapa en Agrupación Deportiva A Pinguela pondría su fin en 2006 para que en la temporada 2006-2007 formase parte del equipo de Club Voleibol Alicante 2000 y Club Voleibol Haro.
En la temporada 2007-2008 ingresó en las filas del Club Voleibol Diego Porcelos para al año siguiente y hasta el 2010 cumplir su segunda etapa en el Agrupación Deportiva A Pinguela.En el 2010 y con el descenso del Agrupación Deportiva A Pinguela(Ribeira Sacra Monforte) ficharía por el Club Voleibol Torrelavega.
En las temporadas 2011-2012 y 2012-2013 formó parte de la plantilla del Club Voleibol Haro. Club con el cual, en su primera temporada, se proclamó campeona de la Copa de la Reina 2012, celebrada en Salou(Tarragona) y subcampeona de la Superliga Femenina. En la temporada siguiente
ganó la Supercopa, Copa de la Reina y la Superliga.
En la temporada 2013-2014 cambia de club y pasa al otro equipo riojano, Embalajes Blanco Tramek Murillo y comienza ganando la Supercopa frente a sus antiguas compañeras.
Ha actuado más de 100 veces como internacional por el combinado español, en torneos preeuropeos, premundiales, ligas europeas, Spring Cup y Savaria Cup.

## Equipos
- 1999-2006 Agrupación Deportiva A Pinguela
- 2006-2007 Club Voleibol Alicante 2000  y Club Voleibol Haro.
- 2007-2008 Club Voleibol Diego Porcelos
- 2008-2010 Agrupación Deportiva A Pinguela
- 2010-2011 Club Voleibol Torrelavega
- 2011-2013 Club Voleibol Haro
- 2013-2014 Embalajes Blanco Tramek Murillo
- 2014-2015 Naturhouse Ciudad de Logroño
- 2015-2016 Fígaro Peluqueros Haris
- 2016-2018 Club Voleibol Ciudadela

## Palmarés
- 1 Campeonato de España Cadete
- 2 Campeonatos de España Juvenil
- Subcampeonato de España Cadete y Juvenil con Selección Gallega de Voleibol.
- 1 Fase de Ascenso a División de Honor(1997-1998)con la concentración permanente (Mejor atacante)
- 12 Copas Galicia.
- 1 Ascenso a Superliga.
- 4 Copas de la Reina de Voleibol, nombrada (MVP).
- 1 Subcampeonato de Superliga (2011-2012).
- 3 Campeonatos de Superliga (2012-2013), (2013-2014) y (2014-2015).
- 3 Supercopas de España (2012, 2013 y 2014).

## Premios Individuales
- 1 Mejor jugadora de Galicia, otorgado por la Federación Gallega de Voleibol.
- 2 Premios El Progreso
- 2 Premios Zico, otorgados por la Televisión de Galicia
- 1 MVP Copa de la Reina
- Varias veces en el equipo ideal de Superliga y MVP de la jornada.